# Venkatesvara

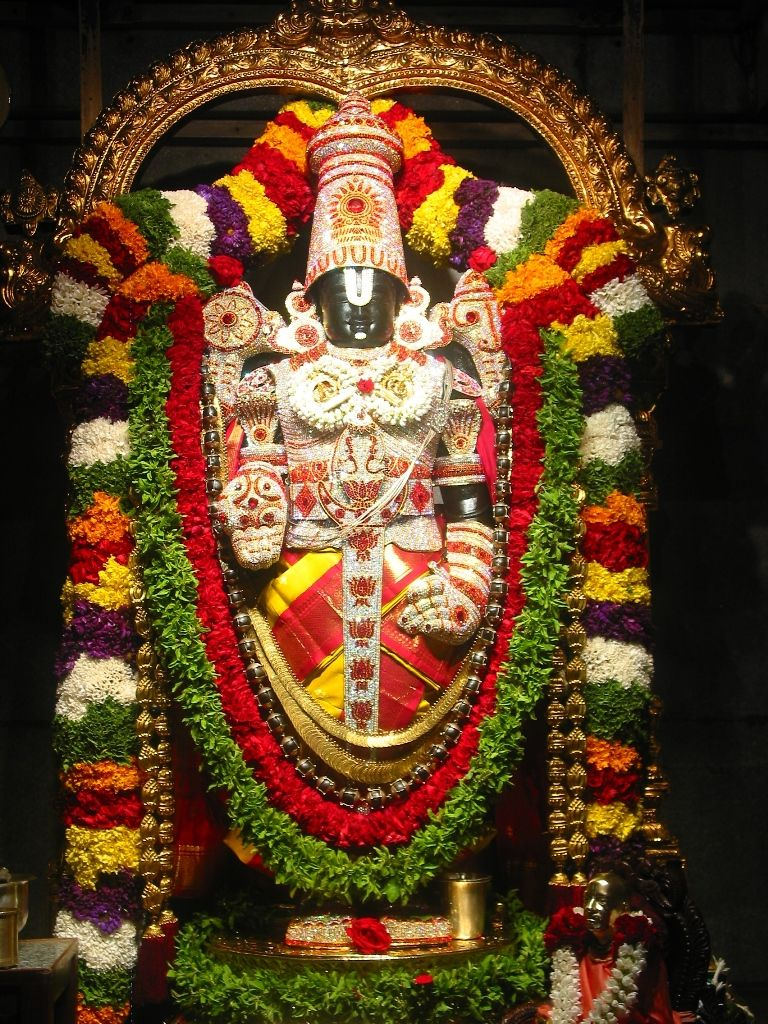
Balaji-Statue in einem Tempel bei Arsikere, Karnataka

Venkatesvara oder Venkateswara (Sanskrit वेङ्कटेश्वर Veṅkaṭeśvara), regional auch Balaji genannt, ist eine Erscheinungsform der hinduistischen Gottheit Vishnu. Venkatesvara ist der Name Vishnus im Venkateswara-Tempel bei Tirupati, der zu den bedeutendsten hinduistischen Heiligtümern gehört und jedes Jahr von Millionen von Pilgern besucht wird. Die Verehrung Venkateswaras ist aber nicht auf Tirupati beschränkt, sondern vor allem in Südindien, aber auch anderswo verbreitet. Der Name ist aus den Wörtern venkata (= Name eines Hügels oder Berges bei Tirupati) und iswara (= „Herr“ oder „Gott“) zusammengesetzt.

## Mythos
Einst versammelten sich zahlreiche Weise (rishis) um eine Opferzeremonie durchzuführen, aber sie wussten nicht, welchen Gott sie anrufen sollten. Sie baten den Weisen Bhrigu um Rat, der zuerst Indra aufsuchte, der ihn jedoch übersah und sich mehr für die himmlischen Tänzerinnen (apsaras) interessierte. Bhrigu verfluchte daraufhin den egoistischen Indra und wandte sich an den vierköpfigen Brahma, der meditierte, Lieder der Veden sang und sich mit seiner Gemahlin Sarasvati beschäftigte. Daraufhin besuchte er Shiva, der ihn jedoch ebenfalls ignorierte; Bhrigu verfluchte auch ihn und bedeutete ihm, dass er künftig nur in Gestalt eines Lingam verehrt werde. Zuletzt ging er zu Vishnu, der auf der Weltenschlange Shesha schlief, während ihm seine Gemahlin Lakshmi die Füße massierte. Dies gefiel Bhrigu und er befahl den Rishis, das Opfer zu Ehren Vishnus abzuhalten.
Später gerieten Vishnu, der in der weiteren Entwicklung der Legende häufiger Venkateswara genannt wird, und Lakshmi in Streit, die daraufhin das „Paradies“ Vishnus (vaikuntha) verließ und auf die Erde hinabstieg. Vishnu suchte sie überall. Schließlich kam er nach Tirumala, wo er sich in seiner Gestalt als Eber (varaha) in einem Ameisenhügel versteckte und den Namen seiner Frau rief, bis die Erde zu glühen begann, woraufhin Shiva und Brahma die Gestalt einer Kuh und eines Kalbes annahmen. Jeden Morgen kamen sie zum Ameisenhaufen, wo die Kuh ihr Kalb säugte; dabei tropfte jedoch auch etwas Milch auf Vishnu herab, was seinen Durst linderte. Ein Schäfer, der dies sah, warf seine Axt nach der Kuh und ihrem Kalb, woraufhin er von Vishnu getötet wurde. Ein Chola-König sah dies und schoss Pfeile ab, die jedoch von Vishnu aufgefangen wurden. Dieser verfluchte den König und prophezeite ihm, dass er als Dämon (asura) wiedergeboren werde. Der König erkannte seinen Fehler und fiel Vishnu zu Füßen, der ihm verzieh.

## Venkateswara-Tempel
Der zweite Teil der Legende spielte sich in dem versteckt liegenden Bergort Tirumala ab, wo man Vishnu in seinem Aspekt als Venkateswara einen Tempel erbaute. Das darin aufgestellte Kultbild steht in dem Ruf, selbstgeschaffen (swayambhu) zu sein und genießt in weiten Teilen Südindiens (vor allem in Andhra Pradesh) hohe Verehrung. Andere sehen in ihm sogar eine Vereinigung der drei hinduistischen Hauptgötter, deren Kräfte wie auch die von Shakti und Skanda in ihm gebündelt sind.
In Südindien existieren unter vielen Lokalnamen zahlreiche Venkateswara- bzw. Balaji-Tempel; einer davon ist der Chintalarayaswami-Temple in der Stadt Tadpatri.